# Iceland (supermarked)
Iceland Foods Ltd er en britisk supermarkedskæde med hovedkontor i Deeside i Wales. Den sælger især frosne fødevarer, herunder færdigretter og grøntsager, men også ikke-frosne dagligvarer såsom råvarer, kød, mejeri og tørvarer, og derudover gennem en kæde af butikker, der bærer undermærket The Food Warehouse.

## Historie
Iceland Foods start
ede sin virksomhed i 1970, da Malcolm Walker åbnede den første butik i Leg Street, Oswestry, Shropshire, England sammen med sin forretningspartner Peter Hinchcliffe. Sammen investerede de 60 pund som betaling for en måneds husleje i butikken. De var stadig ansatte i Woolworths på det tidspunkt, og deres ansættelse blev opsagt, da deres arbejdsgiver opdagede deres andre planer. Iceland Foods specialiserede sig oprindeligt i løs frossen mad. I 1977 åbnede de en butik i Manchester, der solgte emballeret mad af eget mærke, og i 1978 omfattede virksomheden 28 butikker.
I 1983 voksede virksomheden ved at købe de 18 butikker i den Bristol-baserede St. Catherine's Freezer Centres, og i 1984 blev forretningen børsnoteret for første gang. Den kontante investering blev brugt til at købe det South East-baserede Orchard Frozen Foods i 1986 og købet af den større rival Bejam i 1988. I 1993 overtog virksomheden madhallerne i varehuset Littlewoods og købte også den franske Au Gel-kæde. Dette sidste træk viste sig at være mislykket, og butikkerne blev droppet inden for et år.
Omkring 2000 forsøgte virksomheden at knytte bånd til British Home Stores. I maj 2000 fusionerede Iceland Foods med Booker plc, og Bookers Stuart Rose fik hvervet som administrerende direktør for det fusionerede selskab. Han skiftede job til Arcadia Group i november 2000 og blev erstattet af Bill Grimsey i januar 2001.
Kort efter Grimseys udnævnelse blev Malcolm Walker, Iceland Foods' grundlægger og bestyrelsesformand, tvunget til at træde tilbage, da det blev afsløret, at han havde solgt 13,5 millioner pund af Iceland Foods-aktier, kun fem uger før selskabet udgav den første af adskillige overskudsadvarsler.
Iceland Foods' holdingselskab blev omdøbt til Big Food Group i februar 2002,  og forsøgte at genfokusere på convenience-sektoren med et bud på Londis. Grimsey forblev indtil overtagelsen og spaltningen af Big Food Group af et konsortium ledet af det islandske firma Baugur Group i februar 2005.  Walker vendte efterfølgende tilbage til sin tidligere rolle hos Iceland Foods. Iceland Foods' hjemmeside har en side, der er kritisk over for Grimseys periode med kontrol. 
Efter at Baugur kollapsede i 2009, overtog de islandske banker Landsbanki og Glitnir en ejerandel på 77 % i firmaet.  I 2012 blev andelen købt af et konsortium inklusive Malcolm Walker og Graham Kirkham.
Efter Walkers tilbagevenden til virksomheden reducerede Iceland Foods arbejdsstyrken på Deeside-hovedkontoret med 500, hvor omkring 300 job blev flyttet som følge af flytning af et distributionslager til Warrington. 
I 2019 åbnede Iceland Foods 45 nye butikker i Storbritannien (inklusive 31 større butikker under The Food Warehouse's navn), men havde også lukket otte, hvilket øgede antallet af britiske butikker til 942. Virksomheden har en strategisk alliance med The Range, hvor Icelands madtilbud er blevet introduceret til ni af bolig- og haveforhandlerens butikker. I 2019 udvidede det også sine lagersteder og tilføjede fem regionale distributionscentre med flere temperaturer i Livingston, Warrington, Deeside, Enfield og Swindon.

## Kontroverser

### Uenighed om varemærket "Iceland"
Iceland Foods Ltd er blevet anklaget af Islands regering for at have deltaget i misbrug ved at anvende landets navn som varemærke og for at "chikanere islandske virksomheder og endda det islandske turistråd" ved at anlægge retssager mod islandske virksomheder, der bruger navnet på deres land i deres handelsnavne. I november 2016 indgav den islandske regering en juridisk indsigelse til Den Europæiske Unions Kontor for Intellektuel Ejendomsret (EUIPO) for at få virksomhedens varemærke kendt ugyldigt "på grundlag af, at udtrykket "Iceland" er usædvanligt bredt og tvetydigt i definitionen, hvilket ofte gør landets firmaer ude af stand til at beskrive deres produkter som islandske". The Iceland Magazine bemærkede, at:
Iceland Foods blev grundlagt i 1970, men erhvervede først den europæiske varemærkeregistrering "Iceland" i 2005. Ifølge sagaerne blev Island oprettet i 874. Det er en fornærmelse mod sund fornuft at fastholde, at supermarkedskæden har et stærkere krav på varemærket end landet. 
I april 2019 ugyldiggjorde EUIPO Iceland-varemærket. 

## Outlets
| Land                   | Antal butikker |
| ---------------------- | -------------- |
| Det Forenede Kongerige | 960+           |
| Irland                 | 27             |
| Spanien                | 15             |
| Island                 | 7              |
| Norge                  | 5              |
| Jersey                 | 5              |
| Malta                  | 4              |
| Guernsey               | 4              |
| Portugal               | 4              |

Der var 11 forretninger i Tjekkiet, drevet af ICL Czech, indtil de lukkede i 2022.